# Tatjana Graczowa
Tatjana Aleksandrowna Graczowa (ros. Татьяна Александровна Грачёва) (ur. 23 lutego 1973 w Jekaterynburgu) – rosyjska siatkarka, reprezentantka Rosji, rozgrywająca.
Zdobyła srebrny medal na Igrzyskach Olimpijskich w 2000 r., a także trzykrotnie mistrzostwo Europy w 1993, 1997 i 2001 r.
Karierę sportową zakończyła w 2008 r.

## Nagrody indywidualne
- 1994: najlepsza rozgrywająca mistrzostw Świata